# Karp (imię)
Karp – imię męskie pochodzenia biblijnego. Wywodzi się ze zlatynizowanej formy Carpus [Karpus] lub greckiej Καρπος [Kárpos] i oznacza "owoc" lub "zysk". W Polsce spotyka się przeważnie u wiernych Kościoła wschodniego.
Karp imieniny obchodzi:
- 13 kwietnia, jako wspomnienie św. Karpa biskupa Tiatyry lub Gordos (również 13 października)
- 26 maja, jako wspomnienie św. Karpa, biskupa Berei (również 13 października)
- 4 czerwca
- 8 czerwca
- 13 października

Zobacz też inne znaczenie Karp